# Literaturjahr 1853
Liste der Literaturjahre

◄◄ | 1850 | 1851 | 1852 | Literaturjahr 1853 | 1854 | 1855 | 1856 | 1857 | ► | ►►

Weitere Ereignisse
Dieser Artikel behandelt das Literaturjahr 1853.

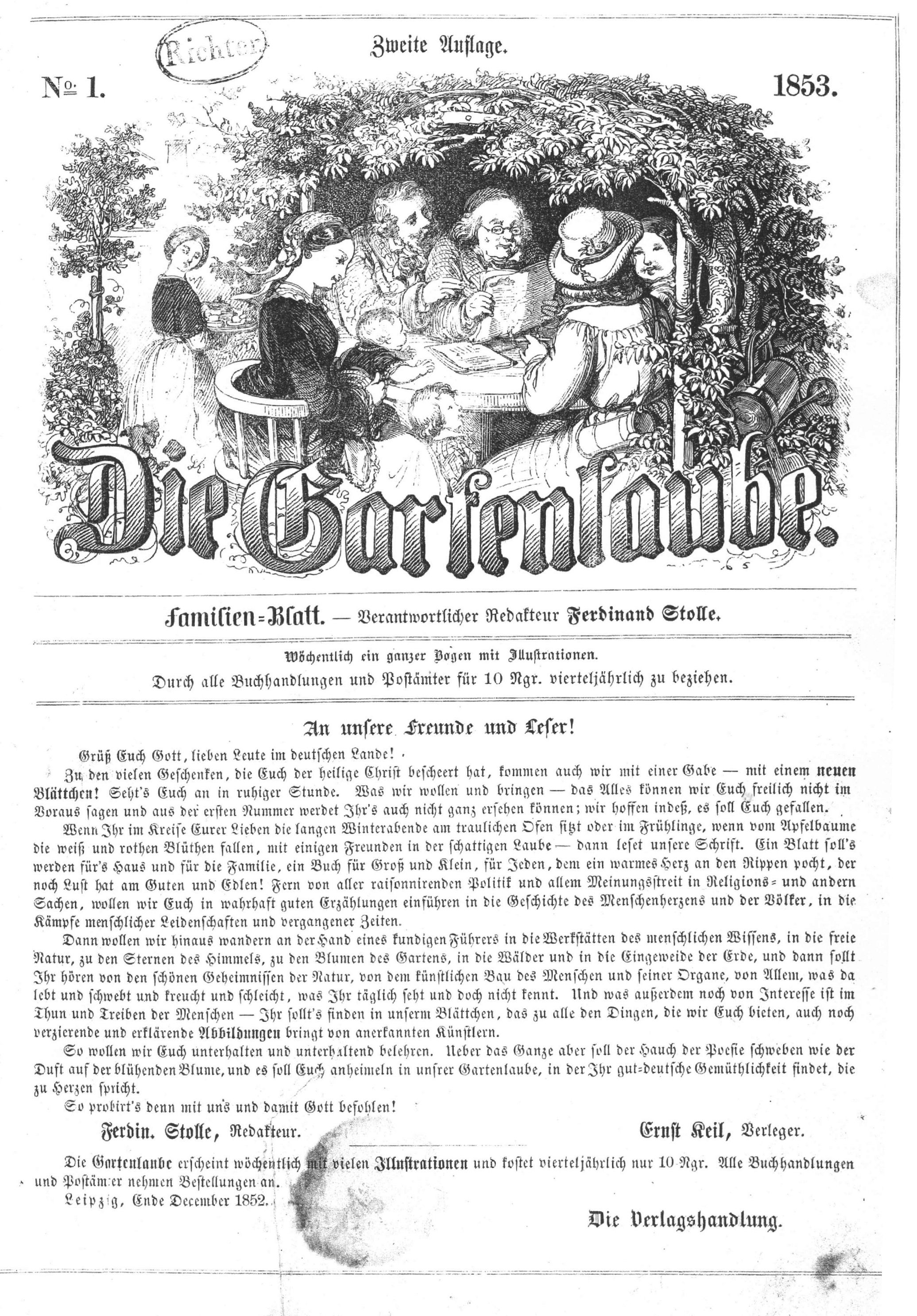
Titelblatt des ersten Heftes der Gartenlaube

## Ereignisse

### Prosa
- September: Die beiden letzten Teile der Fortsetzungsgeschichte Bleak House von Charles Dickens erscheinen.

- Die Erzählungen Bunte Steine von Adalbert Stifter erscheinen in zwei Bänden mit Stichen von Ludwig Richter bei Gustav Heckenast in Pest.
- Die Erzählung Bartleby the Scrivener von Herman Melville erscheint in Putnam´s Monthly Magazine.
- Der Roman Hypatia von Charles Kingsley erscheint in Buchform.
- Ludwig Bechstein veröffentlicht sein Deutsches Sagenbuch, das allerdings nicht die Popularität seines Märchenbuchs erreicht.
- Die Märchen Die Hand der Jezerte und Das Stuttgarter Hutzelmännlein von Eduard Mörike werden erstmals publiziert.
- Von Tolstoi erscheint die Erzählung Der Überfall.

### Versepos
- Das Versepos Der Trompeter von Säkkingen von Joseph Victor von Scheffel erscheint.

### Lyrik
- 14. Juli: Walt Whitman publiziert anlässlich der Eröffnung der Exhibition of the Industry of All Nations in New York City ein enthusiastisches Gedicht.

### Periodika
- Die Erstausgabe der Zeitschrift Die Gartenlaube erscheint im Verlag Ernst Keil. Der erste Herausgeber ist bis 1862 Ferdinand Stolle, da Keil wegen eines Pressevergehens seine bürgerlichen Ehrenrechte verloren hat.

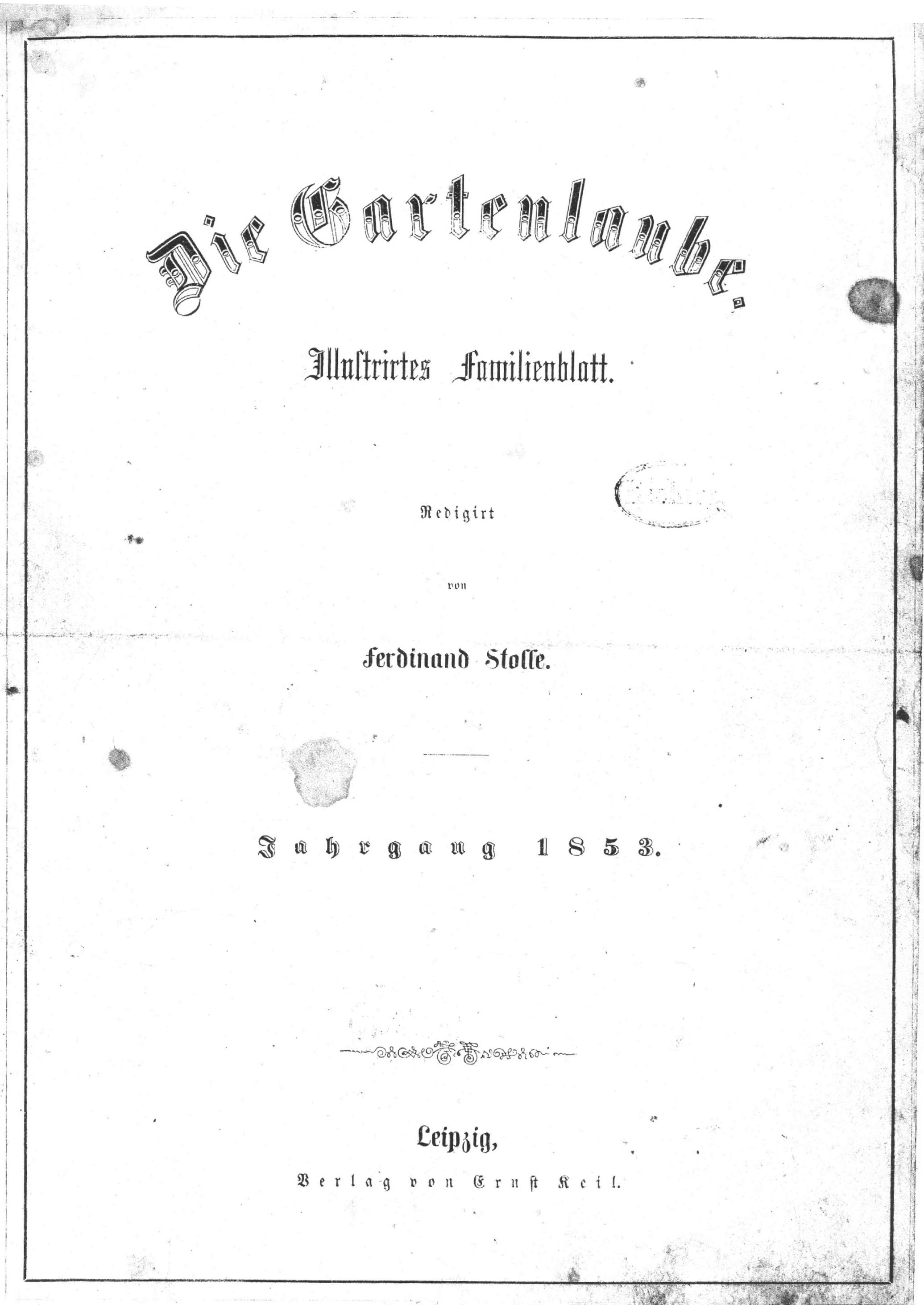
Die Gartenlaube 1853

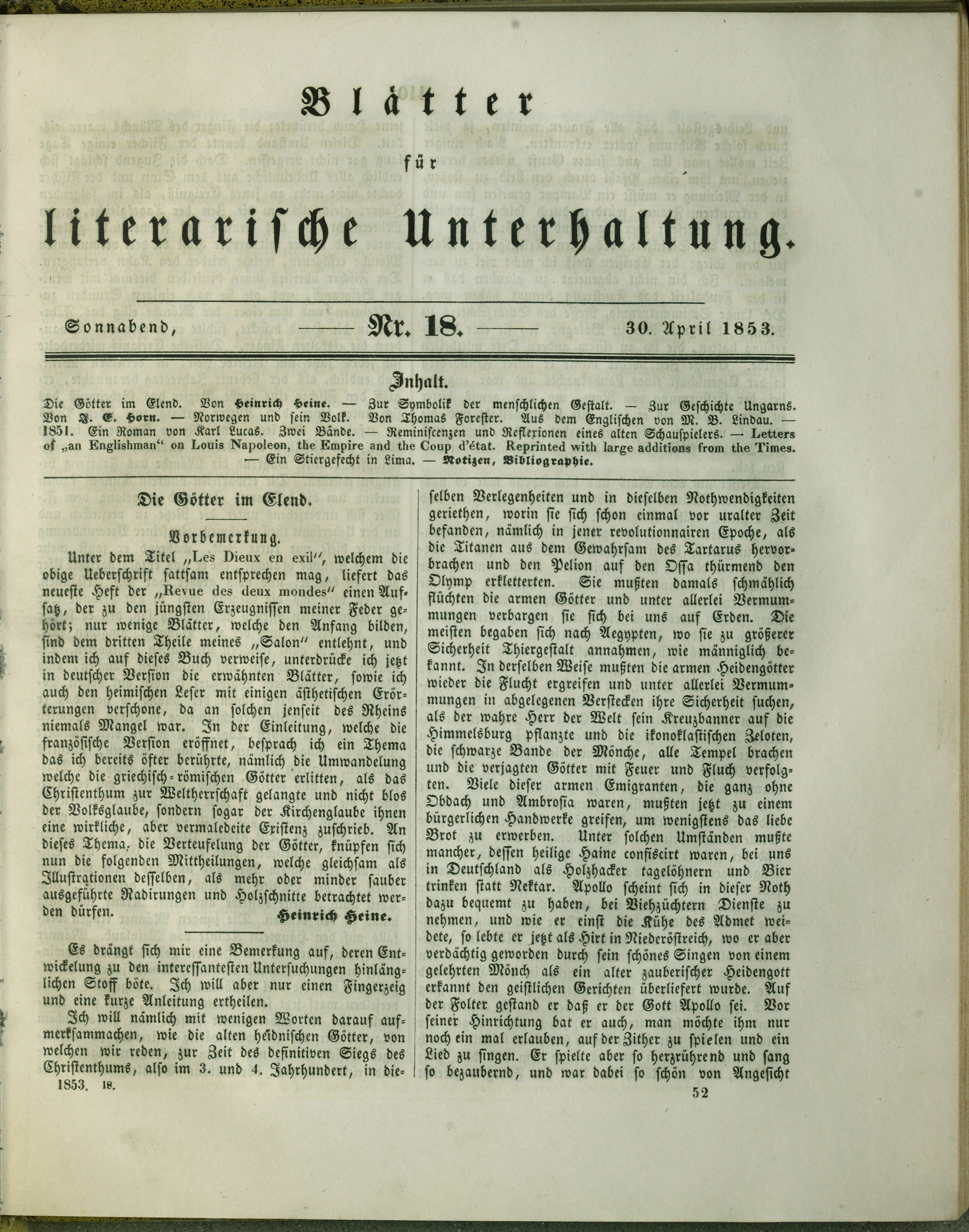
Die Götter im Elend

- Die Blätter für literarische Unterhaltung stellen von täglichem auf wöchentliches Erscheinen um. Unter anderem veröffentlichen sie in diesem Jahr Heinrich Heines Erzählwerk Die Götter im Elend, dessen französische Fassung im gleichen Jahr in der Revue des Deux Mondes erscheint.
- Nachdem in Preußen ein Gesetz erlassen wurde, das Frauen die Herausgabe von Zeitschriften verbietet, muss die von Louise Otto gegründete Frauen-Zeitung – Ein Organ für die höheren weiblichen Interessen ihr Erscheinen einstellen.

### Non-Fiction

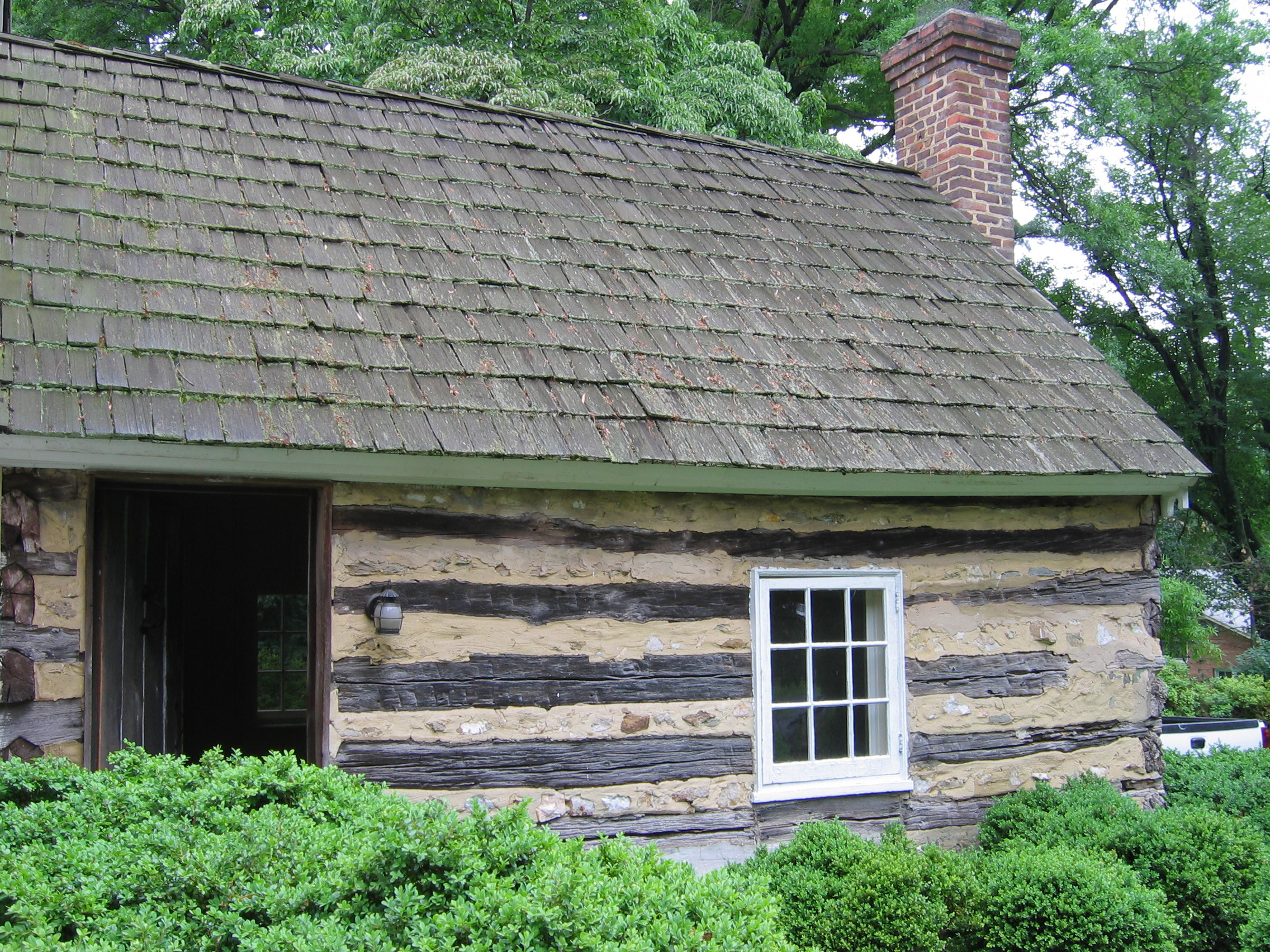
Die Hütte in Bethesda, Maryland, die Harriet Beecher Stowe zu ihrem Roman inspirierte

- Harriet Beecher Stowe veröffentlicht A Key to Uncle Toms Cabin (Ein Schlüssel zu Onkel Toms Hütte), in dem sie Belege für die Darstellungen in ihrem berühmten Roman bringt. Sie reagiert damit auf die zahlreiche Kritik an ihrem Werk, die insbesondere in der boomenden Anti-Tom-Literatur geübt wird.
- Von Théophile Gautier erscheint der Reisebericht Constantinople.

## Geboren
- 11. Januar: Gustav Falke, deutscher Schriftsteller († 1916)
- 13. Januar: Carola Bruch-Sinn, österreichische Schriftstellerin († 1911)
- 26. Januar: Anna von Krane, deutsche Schriftstellerin († 1937)
- 28. Januar: José Martí, kubanischer Nationaldichter und Unabhängigkeitskämpfer († 1895)
- 31. Januar: Maria Belpaire, belgische Schriftstellerin († 1948)

- 13. Februar: Pierre de Ségur, französischer Schriftsteller († 1916)
- 15. Februar: Max Wilhelm Meyer, deutscher Astronom, Naturforscher und Schriftsteller († 1910)
- 27. Februar: Josef Holeček, tschechischer Schriftsteller, Übersetzer und Journalist († 1929)
- 27. Februar: Jules Lemaître, französischer Schriftsteller († 1914)

- 28. März: Jacob B. Bull, norwegischer Autor († 1930)
- 5. April: Lily Alice Lefevre, kanadische Lyrikerin († 1938)

- 12. Mai: Adam Karillon, deutscher Arzt und Schriftsteller († 1938)
- 12. Mai: Jonathan Paul, deutscher evangelischer Pastor, Zeltmissionar und Publizist († 1931)

- 17. Juni: Heinrich Keiter, deutscher Schriftsteller, Journalist und Publizist († 1898)
- 18. Juni: Mato Kosyk, sorbischer Dichter († 1940)
- 20. Juni: Erich Schmidt, deutscher Literaturhistoriker († 1913)
- 22. Juni: Viktor Martin Otto Denk, deutscher Schriftsteller und Redakteur († 1918)
- 29. Juni: Johannes Kaltenboeck, Schriftsteller österreichischer Abstammung († unbekannt)

- 17. Juli: Alexius Meinong, österreichischer Philosoph und Psychologe († 1920)
- 24. Juli: William Gillette, US-amerikanischer Schauspieler, Dramatiker und Autor († 1937)
- 27. Juli: Wladimir Galaktionowitsch Korolenko, russischer Schriftsteller († 1921)
- 31. Juli: Tereza Nováková, tschechische Schriftstellerin, Vertreterin des Realismus und der Dorfprosa († 1912)

- 9. September: Hanns von Zobeltitz, deutscher Journalist und Schriftsteller († 1918)
- 20. September: Joseph Kürschner, deutscher Schriftsteller und Lexikograph († 1902)
- 6. Oktober: Johannes von Kries, deutscher Psychologe, Physiologe und Philosoph († 1928)

- 12. November: Oskar Panizza, deutscher Arzt und Schriftsteller († 1921)
- 25. November: Maria Benedita Bormann, brasilianische Schriftstellerin und Journalistin († 1895)
- 21. Dezember: Isolde Kurz, deutsche Schriftstellerin († 1944)
- 26. Dezember: René Bazin, französischer Schriftsteller und Professor der Rechte († 1932)

- Martiniano Leguizamón, argentinischer Schriftsteller († 1935)

## Gestorben
- 6. Februar: August Kopisch, schlesischer Maler und Schriftsteller (* 1799)
- 28. April: Ludwig Tieck, deutscher Dichter, Schriftsteller, Herausgeber und Übersetzer (* 1773)
- 11. Juni: Johannes Cornelis de Jonge, niederländischer Geschichtsschreiber (* 1793)